# Leucopis frontalis
Leucopis frontalis är en tvåvingeart som beskrevs av Blanchard 1964. Leucopis frontalis ingår i släktet Leucopis och familjen markflugor. Inga underarter finns listade i Catalogue of Life.